# Tik-Tok of Oz
Tik-Tok of Oz é o oitavo livro cuja ação transcorre na Terra de Oz, escrito por L. Frank Baum e ilustrado por John R. Neill. Publicado em 19 de junho de 1914, o livro tem realmente muito pouco a ver com Tik-Tok e constitui-se basicamente na busca do Shaggy Man (apresentado em The Road to Oz) pelo seu irmão desaparecido, e o conflito resultante com o Nome King.[carece de fontes?]
As páginas finais da primeira edição contém mapas: um da Terra de Oz e outro do continente onde Oz está situado e das terras circunvizinhas. Foram os primeiros mapas de Oz a serem impressos.
Em 1913, a versão de palco de Ozma of Oz, amplamente adotada e altamente adaptada, de Baum, intitulada The Tik-Tok Man of Oz, foi produzida em Los Angeles, com sucesso moderado.[carece de fontes?] A música foi composta por Louis F. Gottschalk, compositor favorito de Baum, que também seria o dedicado do romance Tik-Tok um ano depois.[carece de fontes?] Baum adaptou parte do material da produção do palco para a novela.[carece de fontes?] Como em Ozma of Oz, um naufrágio precipita a heroína em sua aventura, e a busca do Shaggy Man por seu irmão, chamado Wiggy na peça, é outra tentativa de resgatar um prisioneiro do Nome King.[carece de fontes?] A escolha de Ozga é um motivo encontrado em Dorothy e no Wizard in Oz.[carece de fontes?]
O livro tem vários erros de continuidade com livros anteriores da série, particularmente The Road to Oz.[carece de fontes?] Considerando que Polychrome conheceu o Shaggy Man nesse livro, este ponto é negligenciado por Baum em Tik-Tok. Além disso, enquanto o Shaggy Man simplesmente precisa levar o Love Magnet em sua pessoa para que ele funcione em The Road to Oz, neste livro é necessário que ele o remova do bolso e fisicamente mostre isso para aqueles que deseja amar ele.[carece de fontes?]
Tik-Tok of Oz foi mais modestamente produzido do que os livros Oz anteriores, com doze placas de cores em vez de dezesseis.[carece de fontes?] Sua primeira edição vendeu um pouco mais de 14.000 cópias - uma figura respeitável, mas 3.000 menos do que The Patchwork Girl of Oz tinha feito no ano anterior.[carece de fontes?] Os livros de Baum enfrentavam uma nova e rígida competição - de seus próprios livros anteriores.[carece de fontes?] A casa de reimpressão MA Donohue & Co. comprou os direitos sobre várias obras anteriores da Baum da Bobbs-Merrill e comercializou edições de taxa reduzida. As pessoas estavam menos dispostas a pagar os US $ 1,25 usuais por um novo livro Oz, quando o original Wizard of Oz estava vendendo por US$ 0,35.[carece de fontes?]
Tik-Tok of Oz também continha o primeiro mapa de Oz e seus países vizinhos, o que revelou-se uma característica muito popular.[carece de fontes?] Infelizmente, para o princípio da consistência, este mapa inicial de Oz foi desenhado para trás, com o País de Munchkin à esquerda e o País Winkie à direita, com a rosa da bússola invertida para manter o País de Munchkin no leste e o País Winkie no oeste.[carece de fontes?] Os mapas subseqüentes do editor "corrigiram" a rosa da bússola, mas não os locais. Isso pode explicar por que Ruth Plumly Thompson inverteu os locais de Baum - em seus livros o país de Munchkin é o oeste; e seu Winkies East (veja, por exemplo, Ozoplaning com o Wizard of Oz, mas também em vários outros livros).[carece de fontes?] James E. Haff eDick Martin finalmente corrigiu estes em novos mapas projetados para The International Wizard of Oz Club.[carece de fontes?] Um mapa quadrado que acompanha largamente Haff e Martin aparece no Dicionário de lugares imaginários.[carece de fontes?] A presença de uma "Ilha Davy Jones" neste mapa indica que a inclusão do personagem Davy Jones, uma baleia de madeira, como uma decoração no mapa, foi mal interpretada pelos recarotógrafos do livro, pois nenhum desses lugares aparece em livros de Oz para a publicação desse livro.[carece de fontes?]

A novela de 1993, Rainha Ann, em Oz, é uma sequela de Tik-Tok of Oz.[carece de fontes?]